# Hymenolepis (planta)
Hymenolepis es un género de plantas pertenecientes a la familia Asteraceae. Comprende 21 especies descritas y solo 7 aceptadas. Son originarias de Sudáfrica.

## Taxonomía
El género fue descrito por Alexandre Henri Gabriel de Cassini y publicado en Bull. Sci. Soc. Philom. Paris 1817: 138. 1817.

## Especies aceptadas
A continuación se brinda un listado de las especies del género Hymenolepis (planta) aceptadas hasta junio de 2012, ordenadas alfabéticamente. Para cada una se indica el nombre binomial seguido del autor, abreviado según las convenciones y usos:
- Hymenolepis cynopus K.Bremer & Källersjö
- Hymenolepis dentata (DC.) Källersjö
- Hymenolepis gnidioides (S.Moore) Källersjö
- Hymenolepis incisa DC.
- Hymenolepis indivisa (Harv.) Källersjö
- Hymenolepis parviflora (L.) DC.
- Hymenolepis speciosa (Hutch.) Källersjö